# 19. oktober
19. oktober er dag 292 i året i den gregorianske kalender (dag 293 i skudår). Der er 73 dage tilbage af året.
Nationaldag på Republikken Niue.
Balthasars dag. Balthasar er en af de hellige tre konger, og ifølge overleveringen var han en midaldrende skægget og mørklødet mand, der formentlig kom fra området omkring Etiopien.

### Begivenheder
Født - Dødsfald
- 202 f.Kr. - Ved Zama i Nordafrika (det nuværende Tunesien) besejrer den romerske hær under Publius Cornelius Scipio Karthagos hær under ledelse af Hannibal. Herefter slutter den 2. puniske krig.
- 1453 - Hundredårskrigen slutter, efter at franske tropper har generobret Bordeaux.
- 1781 - Under USA's uafhængighedskrig overgiver Lord Cornwallis overgiver sig til George Washington ved Yorktown.
- 1812 - Napoleons tropper påbegynder tilbagetrækning fra Moskva. Det foregår under stadige angreb fra kosakker og andre partisaner.
- 1864 - Under den amerikanske borgerkrig ender slaget ved Cedar Creek med en sejr til general Sheridan over Sydstaterne.
- 1912 - Italien erobrer Tripoli i Libyen fra det Osmanniske Rige.
- 1931 - Landstinget vedtager omfattende kriselove for at hjælpe landbruget.
- 1935 - Folkeforbundet gennemfører sanktioner mod Italien efter landets invasion i Abessinien (Etiopien).
- 1942 - Christian 10. falder af hesten under sin morgenridetur og indlægges på Diakonissestiftelsen.
- 1943 - Streptomycin, som er det første antibiotiske middel mod tuberkulose, bliver isoleret af forskere på Rutgers University i New Jersey, USA.
- 1977 - Den vesttyske arbejdsgiverformand Hanns Martin Schleyer findes dræbt ved nakkeskud i bagagerum på bil efter 45 døgns fangenskab hos Rote Arme Fraktion.
- 1987 - På den såkaldte Sorte mandag falder Dow Jones aktieindekset med 22%, det største fald på en enkelt dag nogensinde.
- 1989 - I Ungarn vedtager parlamentet en lov om fri partidannelse.
- 2001 - FredsVagten åbner i protest mod terrorkrigen i Afghanistan
- 2002 - Københavns Metro åbner.
- 2005 - Retssagen mod Saddam Hussein indledes i Baghdad.

### Født
- 1765 - Gerhard Ludvig Lahde, dansk kobberstikker (død 1833).
- 1775 - Kamma Rahbek, dansk guldalder værtinde (død 1829).
- 1792 - Peter Heering, dansk likørproducent (død 1875).
- 1848 - Emil Carlsen, dansk/amerikansk maler (død 1932)
- 1862 - Auguste og Louis Lumiere, franske filmpionerer (død henh. 1954 og 1948).
- 1880 - Albert Dam, dansk forfatter (død 1972).
- 1899 - Miguel Ángel Asturias, guatemalansk forfatter, diplomat og modtager af Nobelprisen 1967 (død 1974).
- 1904 - Else-Marie Hansen, dansk skuespiller og operettesanger (død 2003).
- 1915 - Hjalmar Havelund, dansk journalist og forfatter (død 2007).
- 1916 - Jean Dausset, fransk læge og immunolog (død 2009).
- 1927 - Pierre Alechinsky, belgisk kunstner, medlem af COBRA
- 1931 - John le Carré, engelsk forfatter (død 2020).
- 1940 - Michael Gambon, irsk skuespiller (død 2023).
- 1944 - Troels II Munk, dansk skuespiller (død 2023).
- 1944   - Peter Tosh, jamaicansk musiker og politisk aktivist (død 1987).
- 1944   - Karl Vilhelm Nielsen, formand for Dansk Handicap Idræts-Forbund.
- 1946 - Philip Pullman, engelsk forfatter.
- 1947 - Erik Meier Carlsen, dansk chefredaktør.
- 1952 - Stig Dalager, dansk dramatiker.
- 1962 - Evander Holyfield, amerikansk sværvægtsbokser.
- 1969 - Trey Parker, amerikansk tegnefilmsproducent og skaber af serien South Park.
- 1973 - Linda Andrews, færøsk gospelsanger og vinder af X Factor 2009.
- 1977 - Raúl Tamudo, spansk fodboldspiller.

### Dødsfald
- 1216 - Johan uden Land, engelsk konge (født ca. 1166).
- 1745 - Jonathan Swift, irsk forfatter (født 1667).
- 1816 - Nicolai Edinger Balle, biskop over Sjælland (1744).
- 1901 - C.F. Tietgen, dansk industrimand og gehejmekonferensråd (født 1829).
- 1937 - Sir Ernest Rutherford, newzealandsk atomfysiker og modtager af Nobelprisen i kemi 1908 (født 1871).
- 1945 - Otto Rung, dansk forfatter (født 1874).
- 1968 - Hans Kurt, dansk sanger og skuespiller (født 1909).
- 1987 - Jacqueline du Pré, engelsk cellist (født 1945).
- 1999   - Gorma Haraldsted, dansk skuespillerinde (født 1904).
- 2009 - Joseph Wiseman, canadisk skuespiller (født 1918).

|  | Denne datoartikel kan blive bedre, hvis der indsættes et (bedre) billede Du kan hjælpe ved at afsøge Wikimedia Commons for et passende billede eller uploade et godt billede til Wikimedia Commons iht. de tilladte licenser og indsætte det i artiklen. |